# Nicola Bresciani
Nicola Bresciani (Pietrasanta, 2 gennaio 1981) è un surfista italiano.
Ha ottenuto risultati storici in competizioni internazionali. Da anni lavora e collabora a stretto contatto con i brand di settore, offrendo consulenze e servizi.
È stato più volte campione nazionale di surf nella specialità shortboard.
Nicola Bresciani è un personaggio noto nel settore surf, beach-style Nazionale. A Monza è stato il primo surfista Italiano a portare la fiamma olimpica durante le Olimpiadi di Torino 2006. Ha partecipato ad importanti trasmissioni radiofoniche su Radio Deejay e programmi RAI. Pubblicato da Men's Health e altre riviste di sport e fitness. 
Dopo 20 anni di attività come surfista professionista ha continuato il suo percorso di formazione come consulente aziendale per importanti brand del settore tra cui, tra le più rilevanti aziende come: Quiksilver, Burton, Gruppo, Fiat, Budweiser. Ad oggi direttore di uno dei più importanti siti di surf e Italiani , è proprietario di una agenzia di comunicazione con la quale organizza e gestisce eventi, marketing ed il lancio di nuovi brand nel settore surf Italiano. Esperto di fotografie di surf dall'acqua e produzioni video. Gestisce in Versilia alcune scuole di surf.